# Réservoir aux Outardes 3
Das Réservoir aux Outardes 3 ist ein Stausee am Fluss Rivière aux Outardes in der Verwaltungsregion Côte-Nord der kanadischen Provinz Québec.
Der Staudamm Barrage aux Outardes-3 hat eine Höhe von 85 m und ein Speichervolumen von 206 Mio. m³.
Das Wasserkraftwerk Centrale aux Outardes-3 liegt 7 km südlich des Staudamms. Es besitzt 4 Francis-Turbinen mit einer Gesamtleistung von 1026 MW. Das hydraulische Potential beträgt 143,57 m.